# Pellaea nana
Pellaea nana là một loài dương xỉ trong họ Pteridaceae. Loài này được Bostock mô tả khoa học đầu tiên.
Danh pháp khoa học của loài này chưa được làm sáng tỏ. 